# 齐天乐·蝉
《齐天乐·蝉》，是南宋词人王沂孙在宋亡国后的词作。

## 诗词原文
|  | 一襟余恨宫魂断，年年翠阴庭树。 乍咽凉柯，还移暗叶，重把离愁深诉。 西窗过雨。怪瑶佩流空，玉筝调柱。 镜暗妆残，为谁娇鬓尚如许。 铜仙铅泪似洗，叹携盘去远，难贮零露。 病翼惊秋，枯形阅世，消得斜阳几度？ 馀音更苦。甚独抱清高，顿成凄楚？ 谩想熏风，柳丝千万缕。 |

## 背景
这首词是王沂孙在宋亡国后的词作，借咏蝉之名，抒写家国之恨

## 脚注
1. ↑  用汉武帝金铜仙人典故。